# Гай Антистий Вет (консул 23 года)
Гай Антистий Вет (лат. Gaius Antistius Vetus) — политический деятель эпохи ранней Римской империи.
Его отцом был консул 6 года до н. э. Гай Антистий Вет, а братом — консул-суффект 28 года Луций Антистий Вет.
В 20 году Гай был городским претором. В 23 году он занимал должность ординарного консула вместе с Гаем Азинием Поллионом. Затем Вет находился на посту куратора берегов и устья Тибра.
Его супругой была дочь консула 9 года Квинта Сульпиция Камерина Сульпиция Камерина. В их родилось трое сыновей: Камерин Антистий Вет, Гай Антистий Вет и, по всей видимости, Луций Антистий Вет.